# Шелдон (Вермонт)
Шелдон (англ. Sheldon) — місто (англ. town) в США, в окрузі Франклін штату Вермонт. Населення — 2136 осіб (2020).

## Демографія
Згідно з переписом 2010 року, у місті мешкало 2190 осіб у 815 домогосподарствах у складі 597 родин. Було 856 помешкань
Расовий склад населення:
| - 96,1 % — білих - 0,5 % — корінних американців - 0,5 % — чорних або афроамериканців - 0,2 % — азіатів |

До двох чи більше рас належало 2,2 %. Частка іспаномовних становила 1,1 % від усіх жителів.
За віковим діапазоном населення розподілялося таким чином: 25,4 % — особи молодші 18 років, 63,8 % — особи у віці 18—64 років, 10,8 % — особи у віці 65 років та старші. Медіана віку мешканця становила 38,3 року. На 100 осіб жіночої статі у місті припадало 104,3 чоловіків;  на 100 жінок у віці від 18 років та старших — 106,7 чоловіків також старших 18 років.
Середній дохід на одне домашнє господарство  становив 81 688 доларів США (медіана — 69 583), а середній дохід на одну сім'ю — 90 287 доларів (медіана — 80 066). Медіана доходів становила 51 579 доларів для чоловіків та 49 219 доларів для жінок. За межею бідності перебувало 6,2 % осіб, у тому числі 3,4 % дітей у віці до 18 років та 14,8 % осіб у віці 65 років та старших.
Цивільне працевлаштоване населення становило 1366 осіб. Основні галузі зайнятості: освіта, охорона здоров'я та соціальна допомога — 19,6 %, виробництво — 16,2 %, роздрібна торгівля — 10,5 %, науковці, спеціалісти, менеджери — 9,6 %.